# Zur Not Gottes (Auerbach)

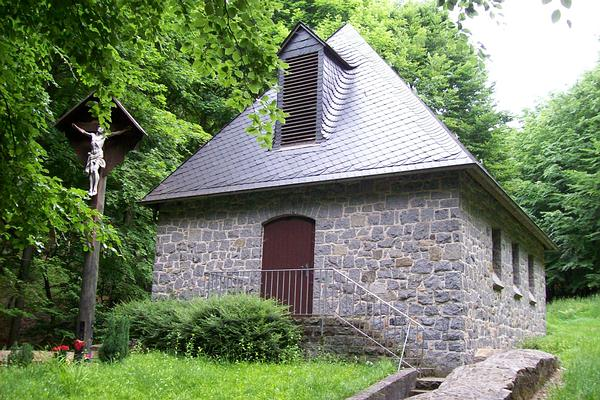
Die Kapelle Zur Not Gottes

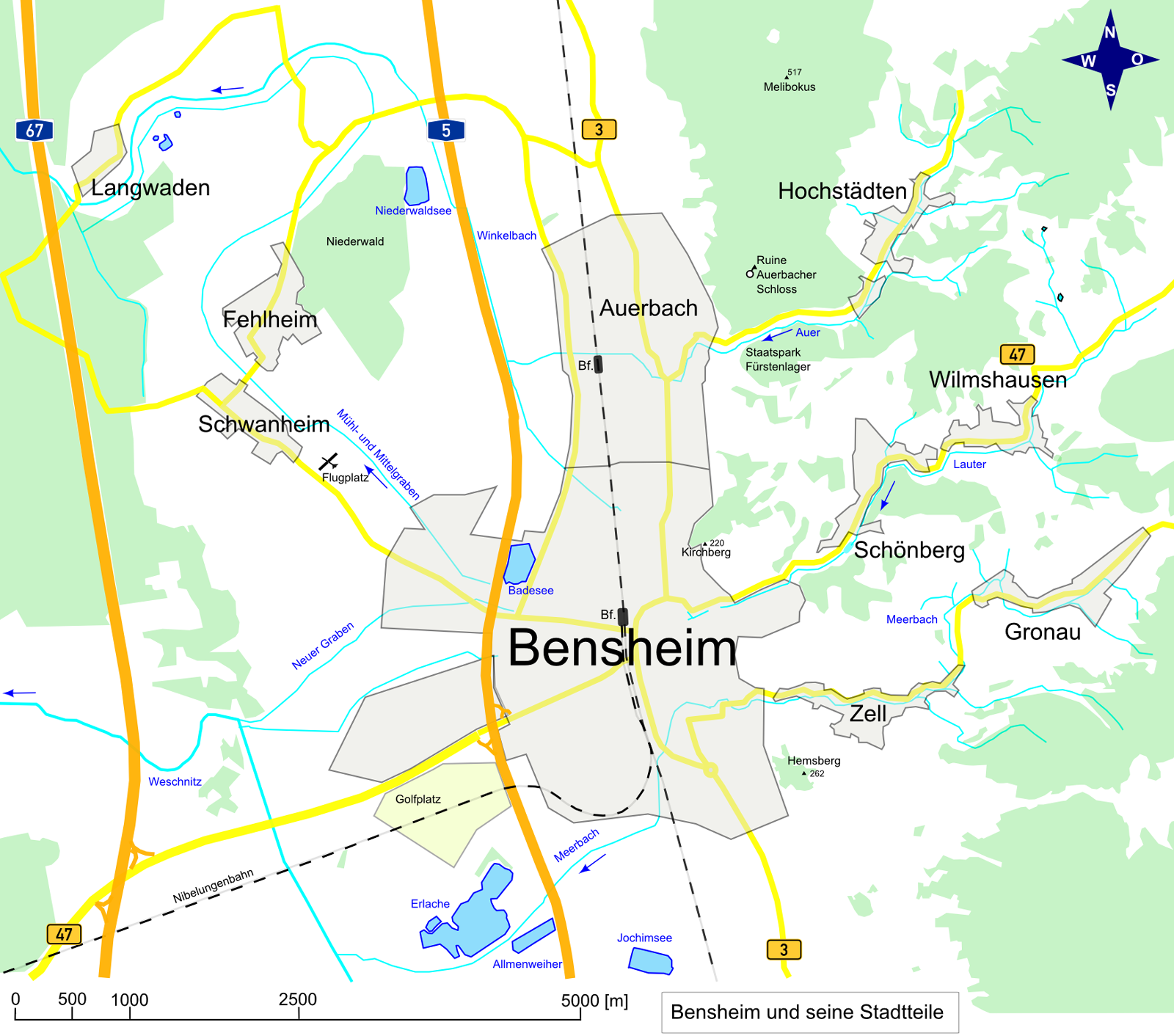
Karte von Bensheim mit Auerbacher Schloss, nördlich davon, Richtung Melibokus, liegt die Kapelle Zur Not Gottes

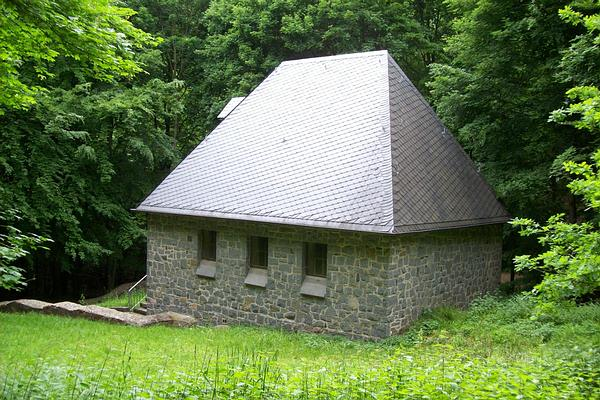
Die Kapelle Zur Not Gottes

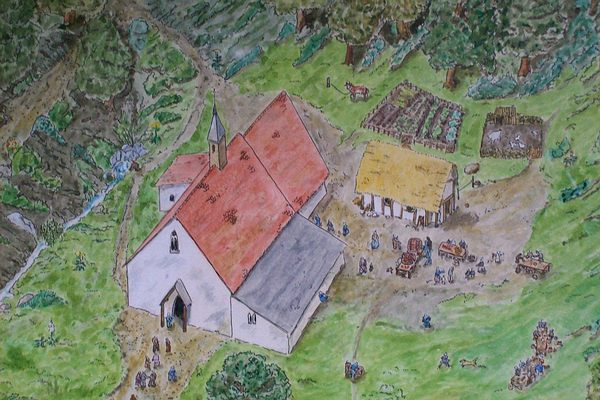
Stilisierte Darstellung der Kapelle Zur Not Gottes

Die Kapelle Zur Not Gottes, oft auch als Not-Gottes-Kapelle bezeichnet, steht nordöstlich oberhalb von Auerbach, einem Stadtteil von Bensheim an der Bergstraße, im Süden von Hessen, an einem Talschluss des vorderen Odenwaldes.

## Geographische Lage
Die Kapelle Zur Not Gottes liegt von der Darmstädter Straße (B3) der Ernst-Ludwig-Promenade bergauf folgend zwischen dem Melibokus und dem Auerberg mit dem Auerbacher Schloss. Kurz vor dem Pass beider Berge ist sie links der Straße im Wald versteckt zu finden.

## Geschichte
Es ist davon auszugehen, dass in der ersten Hälfte des 13. Jahrhunderts, vermutlich an Stelle der Einsiedelei „Zu den Einsiedeln“ des 11. bis 12. Jahrhunderts, von den Grafen von Katzenelnbogen in der Nachbarschaft ihrer Burg Auerberg (Auerbacher Schloss) eine große Wallfahrtskirche mit dem Gnadenbild des betenden Heilands am Ölberg errichtet wurde. Diese Not-Gottes-Kirche war zugleich auch ein Quellheiligtum für den nahen „Noth-Gottes-Brunnen“, dessen magnesiumhaltige Quelle als Brunnen gefasst war. Die ältere Einsiedelei war zunächst ein Holzgebäude in Schwellbalkenbauweise. Mit Errichtung der Wallfahrtskirche wurde ein zweiräumiger großer Pfostenbau über der Einsiedelei errichtet, der dem als Kaplan amtierenden Einsiedler als Wohnung diente. In der nördlichen Ringmauer des Auerbacher Schlosses gab es den sogenannten „Pfaffengang“, durch den die Kaplane der Kapelle steil und im direkten Weg zur Burgkapelle gelangten, um dort den Gottesdienst abzuhalten. Von Auerbach führte aus westlicher Richtung ein Pilgerweg zur Kapelle hinauf, von dem kurz davor ein Versorgungsweg abzweigte, der aus Südwesten zur Kapelle führte.
Um 1370/80 erhielt die schlichte, mit einem eingezogenen Rechteckchor und fünf Altären versehene spätromanische Saalkirche eine reichhaltigere Innenausstattung und einen massiven Anbau an der südlichen Schiffmauer, der ebenfalls Wohnzwecken diente.
1427 noch „Zu den Einsiedeln“ genannt, entstand Mitte des 15. Jahrhunderts der Name „Zur Not Gottes“ vermutlich nach der Aufstellung eines Gnadenbildes mit der Ölbergdarstellung, auf der die Todesangst Christi sichtbar gemacht wurde.
Das Einzugsgebiet der Wallfahrt „Zur Not Gottes“ reichte vom nördlichen Ried in den nördlichen Odenwald. Die nicht geringe regionale Bedeutung der Not-Gottes-Wallfahrt ist für das späte Mittelalter quellenmäßig gut belegt. Im Zuge der durch die Landgrafen von Hessen, die Nachfolger der Katzenelnbogener, eingeführten Reformation verlor die Kirche ihre Funktion und zwischen 1528 und 1557 wurde sie bis auf wenige Mauerreste abgetragen.
Erst im 19. Jahrhundert lebte die kirchliche Tradition in Form von Waldgottesdiensten erneut auf und 1896 wurde das Not-Gottes-Fest am alten Wallfahrtsort ins Leben gerufen. 1893 stiftete die Gräfin Marie von Erbach-Schönberg ein in Oberammergau von der Kunstschule des Bürgermeisters Lang geschnitztes, fast lebensgroßes Kruzifix, außerdem stiftete Großherzog Ernst Ludwig eine in der Gießerei Heun in Frankenthal gefertigte Glocke, die 1903 zunächst zwischen zwei Bäumen aufgehängt wurde. Sie wurde nach dem Ersten Weltkrieg wieder entfernt.

## Neubau
Mauerreste wurden erstmals 1891/92 auf Initiative des Auerbacher Pfarrers Karl Eigenbrodt von dem denkmalpflegerisch versierten Bezirksfeldwebel Heinrich Gieß aus Heppenheim ausgegraben. 1893 wurde die in ihren Grundmauern freigelegte Anlage durch Professor Adamy aus Darmstadt und dem Bensheimer Kreisbaumeister Lucius hergerichtet.
In den Jahren 1958 bis 1960 wurde von der christlichen Sozietät „Brüder vom Gemeinsamen Leben“ (Stuttgart-Weilimdorf) nach Plänen des Augsburger Architekten und bayerischen Landeskirchenbaumeisters Schatz die Kapelle neu errichtet. Es entstand eine schlichte, rechteckige Saalkirche aus Granit, der in Sonderbach bei Heppenheim gewonnen worden war, mit einem nach Westen ausgerichteten Walmdach, einer Satteldachgaube für eine Glocke, mit rechteckigen Fensteröffnungen an den Längsseiten. Der Eingang im Westen ist über eine Freitreppe erreichbar. Der schlichte Kirchenbau steht auf den Grundmauern des Chores der nur noch in Mauerresten erhaltenen Wallfahrtskapelle.
1991 fanden erneut Grabungen statt, die weitere Erkenntnisse erbrachten. Die der heutigen Kapelle vorgelagerten Grundmauerreste der alten Kapelle wurden nach Abschluss der Grabungen restauriert und sind letzte wertvolle Zeugnisse mittelalterlicher Religiosität.
Heute wird an der Kapelle jährlich an Christi Himmelfahrt ein ökumenischer Freiluftgottesdienst von der katholischen und der evangelischen Gemeinde Auerbachs abgehalten.
Im Jahre 2010 hat die Evangelische Kirchengemeinde Bensheim-Auerbach an der Kapelle einen Urnenfriedhof eingerichtet, der seit Mitte 2010 in Benutzung ist. Die Kapelle steht im Rahmen der Friedhofssatzung und der Gebührenordnung auch für Begräbnisfeiern oder Hochzeiten zur Verfügung. Das Pfarrbüro ist für betreffende Auskünfte zuständig.

## Urkunde
Eine Urkunde vom 26. Juni 1427 besagt:
Graf Johann IV. von Katzenelnbogen bekundet, dass er von der Kapelle zu Auerbach mit Wissen des dortigen Kaplans Wilhelm 100 Gulden Frankfurter Währung empfangen hat, um damit die elf Gulden abzulösen, die Graf Johanns Großvater (anich) an Werner Kalb aus der gräflichen Beede zu Reinheim verkauft hat. Da der Auerbacher Kaplan nicht genug Renten besitzt, um seine eigene Kost in seinem Hause zu haben, bewilligt ihm der Graf zu Ehren Marias und aller Heiligen hinfort auf immer die Verköstigung im Schloss. Hierfür sollen alle Auerbacher Kapläne wöchentlich samstags zu Ehren Marias eine Messe lesen und darin für die Eltern des Grafen und seiner Frau, für Graf Wilhelm und dessen Eltern, für den Aussteller und seine Frau und ihren Sohn und dessen Frau beten und für ihr Seelenheil bitten. Darüber sollen jedoch die anderen Messen, mit denen die Kapelle anfänglich dotiert ist, nicht vergessen werden. Wilhelm hat die Auerbacher Kapelle, solange er sie innehat, im Bau und Vermögen gebessert; er hat insbesondere 60 Gulden für eine Weingülte gegeben und diese der genannten Kapelle mit der Bestimmung übergeben, dass jeglicher Kaplan zu Auerbach drei Priester zu sich nehmen soll, nämlich den Pfarrer zu Auerbach, den Frühmesser daselbst und den Kaplan zu Einsiedeln, damit sie, während der genannte Auerbacher Kaplan am Sonntag Reminiscere abends eine Vigilie mit neun Lektionen und am Montag danach morgens eine Seelenmesse für alle Gläubigen liest, mit ihm in der Auerbacher Pfarrkirche drei Seelenmessen lesen, um damit alle verstorbenen Vorfahren des Grafen und ihrer Frauen sowie derjenigen seiner Frau und seiner Schwiegertochter zu gedenken sowie des verstorbenen Grafen Gerhard, Dompropstes von Speyer, und des Grafen Wilhelm und seiner Eltern und Geschwister und aller, die ihm je Gutes erwiesen haben. Hierfür soll der genannte Kaplan von der Weingülte jährlich 1/2 Gulden erhalten und davon den drei übrigen Priestern am Montag nach Reminiscere je vier Schilling geben und die andere Gülte für sich behalten. Hierbei soll es auf ewige Zeiten bleiben. Sollte die Weingülte eines Tages wieder eingelöst werden, müssen die dafür gezahlten 60 Gulden mit Wissen der Grafen anderweitig sicher angelegt werden. Können die bezeichneten Priester einmal an diesen Messen zu Reminiscere nicht teilnehmen, kann der Auerbacher Kaplan mit Zustimmung des Auerbacher Pfarrers andere Priester dazu nehmen, so dass es immer insgesamt vier sind.

## Umgebung
Die Waldgebiete um die Kapelle sind Teil des Natura 2000-Schutzgebietes „Kniebrecht, Melibocus und Orbishöhe bei Seeheim-Jugenheim, Alsbach und Zwingenberg“ (FFH-Gebiet 6217-305).
Der Höllberg-Weg vom Wanderparkplatz am Höllberg führt Zur Not Gottes.